# امرأة في الظل (فلم)
امرأة في الظل هو فيلم دراما مغربي صدر سنة 2022، من إخراج جمال بلمجدوب، ومن بطولة نادية كوندا، ويونس بواب، ومحمد خيي، وسعيدة باعدي. إنطلاق عرض الفيلم بالقاعات السينمائية المغربية ابتداءا من 9 مارس 2022.

## القصة
يحكي الفيلم قصة سارة، امرأة شابة وجميلة خرجت للتو من طلاق أثر عليها بعمق، تلتقي بسعيد، في حب من النظرة الأولى، أدى إلى زواج، لكن يُطرح السؤال، هل سيكون هذا الزواج الجديد كافيا لطرد شياطين الماضي والسماح بحياة سعيدة.

## طاقم التمثيل
- نادية كوندا بدور سارة
- يونس بواب بدور سعيد
- محمد خيي
- سعيدة باعدي بدور نجاة
- زينب الناجم
- عبد اللطيف شوقي
- سعيد الحراصي
- نجاة الواعر

## وصلات خارجية
- مقالات تستعمل روابط فنية بلا صلة مع ويكي بيانات